# 安藤証券
安藤証券株式会社（あんどうしょうけん、英文名 Ando Securities Co., Ltd.）は、証券取引事業を行う証券会社である。

## 沿革
- 1908年（明治41年） - 安藤商店を創業[2]。
- 1944年（昭和19年） - 安藤証券株式会社を設立[2]。
- 1999年（平成11年） - インターネット取引開始[2]。
- 2008年（平成20年）3月 - 創業100周年を迎えた[2]。現在、安藤証券の取扱商品は株式や債券をはじめ、投資信託、デリバティブや外国為替証拠金取引など多種多様な商品を取り扱っている。
- 2015年（平成27年）11月 - 女性テニスの国際大会である安藤証券オープンを初開催[2]。

## 事業所
- 本店（愛知県名古屋市中区）
- 東京本部（東京都港区）
- 名古屋駅前支店（愛知県中村区）
- 藤が丘支店（愛知県名東区）
- 徳重支店（愛知県緑区）
- 高畑支店（愛知県名古屋市中川区）
- 東海支店（愛知県東海市）
- 知立支店（愛知県知立市）
- 小牧支店（愛知県小牧市）
- 西尾支店（愛知県西尾市）
- 豊田支店（愛知県豊田市）
- 半田支店（愛知県半田市）
- 常滑支店（愛知県常滑市）
- 岩倉支店（愛知県岩倉市）
- 大垣支店（岐阜県大垣市）
- 東京支店（東京都中央区）
- 阿佐谷支店（東京都杉並区）
- 大阪支店（大阪府大阪市中央区）
- 塚口支店（兵庫県尼崎市）
- 沖縄営業所（沖縄県名護市）

## 提供番組

### テレビ
現在
- 株価ファイナル（テレビ愛知制作。毎週月曜～金曜 15:29 - 15:30) ※年末年始、祝祭日は放送されない。

過去
- エコノミージャーナル（知多メディアスネットワーク〔制作局〕、東海ケーブルチャンネル〔ネット局〕）
- クイズタイムショック（テレビ朝日製作。生島時代。名古屋テレビ、静岡けんみんテレビでのスポンサーでその他のネット局では藍澤証券がスポンサー）

### ラジオ
- 株式市況（ドラ魂キング内。CBCラジオ）※年末年始編成の場合も、番組は放送される。祝祭日の場合は株式市場が開かれていない為、CMのみを放送する。

## 著名な社員
- 奈良くるみ（テニス選手。所属契約）
- 原田夏希（奈良の専属コーチ）